# 奈羅礁

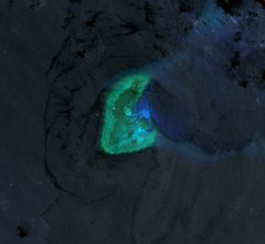
サウス礁

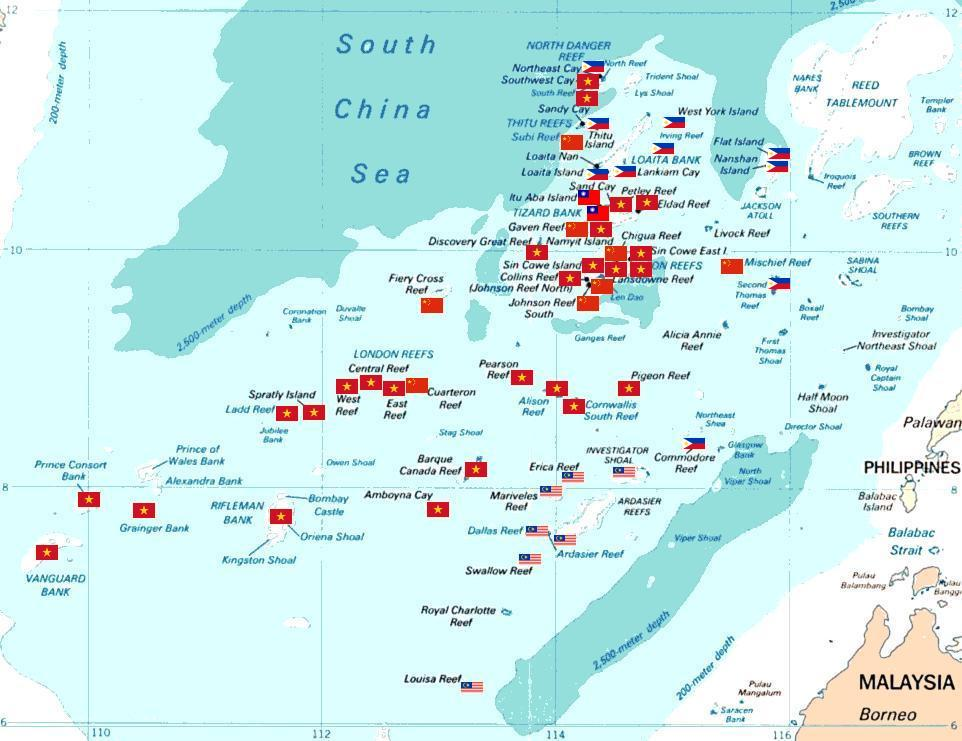
南沙諸島の実効支配状況

サウス礁または南礁（英語: South Reef、中国語: 奈羅礁、ベトナム語：Đá Nam / 𥒥南）は、南沙諸島にある環礁である。

## 地理
ノースデンジャー堆（英語: North Danger Reef、中国語: 双子群礁）の南西部に位置し、サウスウエスト島から2.5海里離れている。高さ約1メートルの礁石が常に水面上にある。

## 領有
1988年からベトナムがこの環礁を実効支配しているが、中華人民共和国、中華民国（台湾）、フィリピンも主権を主張している。ベトナム軍はこの環礁に堡塁を建設し、駐留している。